# Museum voor Cycladische Kunst
Het Museum voor Cycladische kunst (Grieks: Μουσείο Κυκλαδικής τέχνης, Mouseío Kykladikís téchnis) werd in 1986 opgericht te Athene om de collectie van Nicholas en Dolly Goulandris te herbergen. Dit echtpaar begon in de jaren 60 met toestemming van de Griekse overheid Oud-Griekse antiquiteiten aan te kopen, met bijzondere aandacht voor voorwerpen uit de Cycladische kunst. Hun collectie groeide verder aan in de jaren zeventig en zou tussen 1979 en 1984 in verschillende musea in de wereld te zien zijn, waaronder het Koninklijke Musea voor Kunst en Geschiedenis in Brussel (1982).
In 1981 besloten Nicholas en Dolly Goulandris al dat hun collectie permanent tentoongesteld moest worden te Athene en in 1986 werd de Nicholas P. Goulandris Stichting opgericht die niet enkel het museum beheert, maar ook monografieën, catalogi, enzovoorts uitgeeft met betrekking tot de door haar beheerde collectie.

## Referentie
- History of the museum (2005). (officiële website van het museum)